# Hemirrhaphes madagascariensis
Hemirrhaphes madagascariensis – gatunek chrząszcza z rodziny sprężykowatych i plemienia Negastriini.

## Taksonomia
Gatunek opisany przez Edmonda Jean-Baptiste'a Fleutiaux w 1899 roku. Sigmund Schenkling (1925-1927) błędnie zsynonimizował rodzaj Hemirrhaphes z rodzajem Arhaphnes umieszczając ten gatunek pod nazwą Arrhaphes madagascariensis (Fleutiaux, 1899). Różnice dzielące oba rodzaje jasno określił w 1979 Jeffrey N. L. Stibick i obecnie gatunek ten zaliczany jest poprawnie do rodzaju Hemirrhaphes.

## Występowanie
Gatunek jest endemitem Madagaskaru.